# Tubo bomba
Il tubo bomba (in inglese pipe bomb) è un ordigno esplosivo improvvisato. Più precisamente, è una granata antiuomo artigianale che può essere lanciata manualmente, proiettata per mezzo di un fucile, oppure lasciata in una posizione fissa e poi fatta detonare per mezzo di inneschi di vario tipo.
È stato usato soprattutto da attori non statali in azioni di guerriglia o terrorismo. Più raramente, è stato usato dalle forze armate regolari di alcuni Paesi.

## Caratteristiche

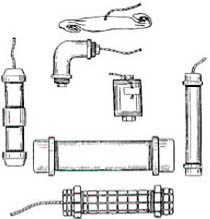
Diversi esempi di tubi bomba. Il tubo in alto ha le estremità chiuse per mezzo di strozzature; sul tubo in basso sono state praticate scanalature che si intersecano.

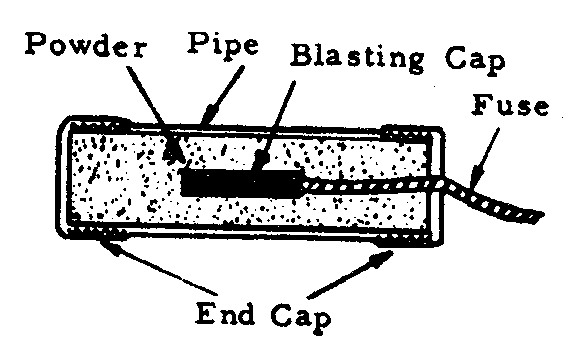
Diagramma di un tubo bomba dotato di miccia collegata a un detonatore.

Le caratteristiche costruttive di un tubo bomba – come le caratteristiche di qualsiasi ordigno esplosivo improvvisato – sono determinate dai materiali, dalle conoscenze tecniche e dall'inventiva a disposizione del suo costruttore: questi fattori rendono impossibile una elencazione esaustiva di tutte le possibili varianti di tale ordigno. Tuttavia, è possibile evidenziare tre elementi che sono propri di tutti i tubi bomba: una carica esplosiva, un tubo, e un innesco.
Solitamente la carica esplosiva è costituita da un esplosivo granulare o plastico a basso o medio potenziale: polvere da sparo infume ricavata da cartucce per armi leggere (pistole o fucili); polvere nera; polvere pirica o polvere flash ricavata da fuochi d'artificio; capocchie di fiammiferi di sicurezza; chedditi (ovvero esplosivi composti in massima parte da clorati o perclorati di potassio, sodio o ammonio); eccetera. Più raramente, la carica esplosiva può essere costituita da un esplosivo ad alto potenziale, come dinamite, fulmicotone, tritolo, acido picrico, eccetera.
Il tubo, che contiene la carica esplosiva, è solitamente un comune tubo di ferro, ghisa o acciaio per lavori idraulici, sulla cui superficie esterna il costruttore può aver praticato delle scanalature che si intersecano e/o aver assicurato chiodi, dadi, bulloni, biglie d'acciaio, ecc. allo scopo di aumentare il numero di schegge e frammenti "shrapnel" proiettati tutt'intorno: un tubo bomba costruito in questo modo può essere paragonato a una granata difensiva a frammentazione di produzione industriale. Il tubo può anche essere di lamiera leggera o di plastica (PVC): con questa configurazione il tubo bomba può essere invece paragonato a una granata offensiva dirompente, ovvero che danneggia il bersaglio non grazie alle schegge ma grazie alla sola sovrapressione locale generata dalla carica esplosiva. In entrambi i casi il tubo è chiuso alle due estremità, per mezzo di tappi filettati oppure per mezzo di strozzature effettuate con pinze o tenaglie. Un piccolo foro viene praticato sulla superficie del tubo o su uno dei tappi, allo scopo di farvi passare l'innesco.
L'innesco può variare a seconda della natura della carica esplosiva: se il tubo bomba contiene un esplosivo a basso potenziale come la polvere nera, l'innesco è costituito da una semplice miccia; se invece contiene un esplosivo ad alto potenziale come dinamite, ecc. allora la miccia è collegata a un apposito detonatore. L'innesco può variare anche a seconda della "missione" che il costruttore intende far svolgere al tubo bomba: ad esempio, nel caso egli voglia farlo detonare ad un'ora precisa, è possibile che colleghi il detonatore a un circuito elettrico comprendente cavi, batterie, timer, interruttori, eccetera.
La costruzione di tubi bomba, oltre ad essere un'attività illegale nella maggior parte delle situazioni e legislazioni del mondo, è anche un'attività pericolosa. Molti costruttori di tubi bomba sono rimasti feriti, mutilati o uccisi dal loro stesso ordigno a causa di scintille accidentali (create dallo sfregamento tra la sostanza esplosiva e le filettature o le pareti interne non isolate del tubo metallico), di cariche elettrostatiche, di detonatori improvvisati chimicamente instabili, eccetera. Questi rischi possono aumentare ulteriormente nel caso il costruttore aggiunga pezzi di metallo all'interno del tubo.

## Modalità di operazione
L'utilizzatore della più semplice versione di tubo bomba ne accende semplicemente la miccia, per poi lanciarlo contro il bersaglio.
I tubi bomba concentrano la pressione dei gas generata dalla detonazione della carica esplosiva interna e la rilasciano improvvisamente, attraverso la rottura dell'involucro esterno. È possibile utilizzare materiali plastici, ma i metalli in genere hanno una resistenza allo scoppio molto più elevata e quindi producono una forza più concussiva. Ad esempio, il comune tubo in acciaio lavorato schedula 40 da 1 pollice (25 mm) – secondo lo standard USA Nominal Pipe Size (NPS) – ha una pressione di esercizio tipica di 1.010 psi (7,0 MPa) e una pressione di scoppio di 8.090 psi (55,8 MPa), sebbene il metodo di sigillatura del tubo possa ridurre significativamente la pressione di scoppio.
Il tubo può rompersi in diversi modi, a seconda della velocità di aumento della pressione e della duttilità del materiale dell'involucro.
- Un rapido aumento della pressione causa la frantumazione del metallo in schegge, che vengono spinte verso l'esterno in tutte le direzioni dai gas in espansione.
- Se invece l'aumento di pressione è lento, il metallo può deformarsi fino a quando le pareti diventano sottili e si forma uno squarcio, provocando un forte rumore di rilascio di gas, ma senza che si verifichi la produzione e il lancio di schegge.

## Modalità di fallimento

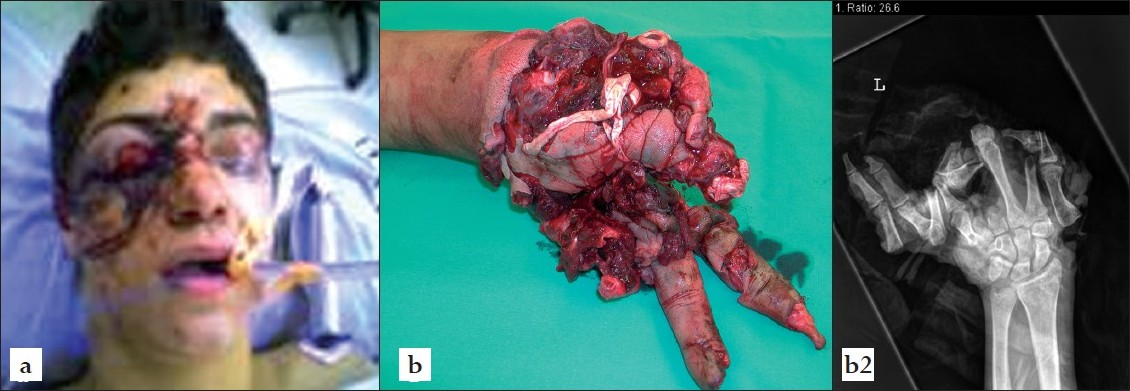
Gravi ferite causate dall'esplosione prematura di un tubo bomba.

I tubi bomba possono non esplodere se l'aumento della pressione del gas è troppo lento, con conseguente depressurizzazione attraverso il foro per cui viene fatto passare l'innesco. Anche tappi fissati in modo non sufficientemente stretto possono far fuoriuscire la pressione del gas attraverso le filettature più velocemente di quanto essa possa far aumentare la pressione interna data dalla reazione chimica.
L'ordigno può mancare di esplodere anche se il tubo è completamente sigillato e la reazione chimica è innescata, ma la pressione totale generata dalla carica esplosiva non è sufficiente a superare la resistenza dell'involucro: una bomba del genere ha fatto "cilecca", ma è comunque potenzialmente pericolosa se maneggiata, poiché uno shock esterno potrebbe causare la rottura dell'involucro pressurizzato staticamente.

## Distanze minime di evacuazione
Se si sospetta la presenza di qualsiasi tipo di bomba, le raccomandazioni tipiche sono di evacuare tutte le persone dall'area mantenendole a una distanza minima di sicurezza fino all'arrivo di personale specializzato nelle attività di disinnesco e smaltimento di ordigni esplosivi. Per un tubo bomba, il U.S. Department of Homeland Security ("Dipartimento per la sicurezza interna degli Stati Uniti") raccomanda una distanza di sicurezza minima di 21 metri e una distanza all'aperto di 259 metri.

## Storia, ordigni simili e derivati

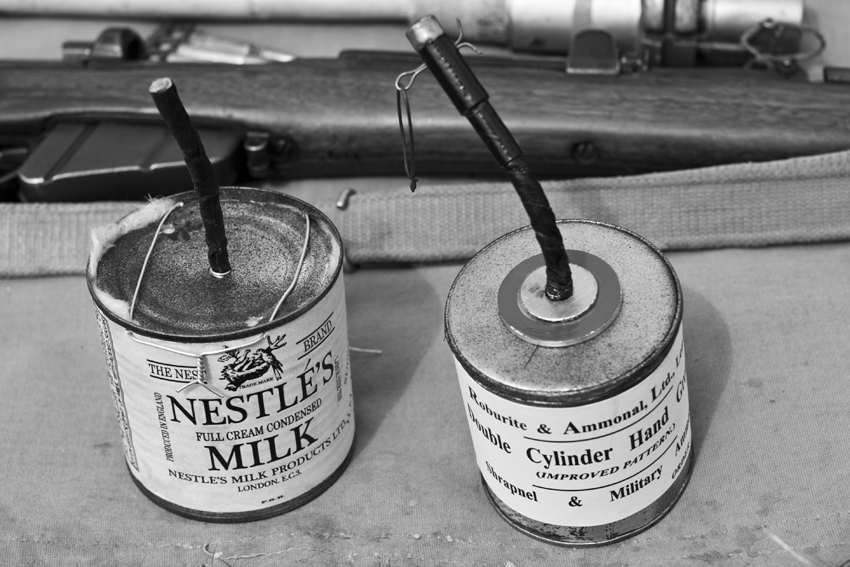
A sinistra, riproduzione della Jam Tin Grenade ("Granata a lattina di marmellata") inglese della Prima Guerra Mondiale, realizzata con lattine di marmellata, carne o latte condensato. A destra, riproduzione di una delle Double Cylinder, Nos. 8 and No. 9 ("Granate a doppio cilindro, Numeri 8 e 9"), perfezionate e prodotte industrialmente sulla base del precedente modello improvvisato.

I tubi bomba furono adottati e utilizzati con successo da alcune forze armate regolari, ad esempio durante la Prima Guerra Mondiale (1914-1918), la Guerra Civile Spagnola (1936-1939) e la Seconda Guerra Mondiale (1939-1945). Durante il primo conflitto mondiale, fra le granate a mano in dotazione alla fanteria italiana, figurava infatti un tubo bomba denominato "spezzone a mano"; mentre durante il secondo conflitto mondiale l'addestramento per la Home Guard, forza ausiliaria del British Army, comprendeva anche la produzione e l'impiego di tubi bomba.
Un ordigno simile al tubo bomba era la cosiddetta Tin Can Grenade ("Granata a lattina"). Tale granata era costituita da un cilindro di cartone pesante o metallo leggero pieno di esplosivo, nel quale era inserito un innesco (una miccia provvista o no di detonatore); il cilindro era posto all'interno di una comune lattina per conserve, e lo spazio fra la parete esterna del cilindro e la parete interna della lattina veniva riempito con schegge e frammenti metallici; la lattina era infine richiusa con il suo coperchio, fissato in posizione con filo metallico e nel quale era stato praticato un foro centrale per farvi passare l'innesco. Questo tipo di ordigni furono improvvisati per la prima volta dalle forze armate britanniche e del Commonwealth durante la fase iniziale della Prima Guerra Mondiale, per sopperire alla scarsità di granate Mills standard. Erano inizialmente chiamate Jam Tin Grenades ("Granate a lattina di marmellata") e impiegavano ammonal, successivamente furono perfezionate e standardizzate con i nomi Double Cylinder, Nos. 8 and No. 9 ("Granate a doppio cilindro, Numeri 8 e 9"). Durante il secondo conflitto mondiale gli agenti del SOE e dell'OSS, prima di essere paracadutati dietro le linee nemiche, erano addestrati a costruire vari tipi di ordigni esplosivi improvvisati, tra cui le granate a lattina. Fino agli anni '60, anche alcuni manuali militari statunitensi per le forze speciali insegnavano a preparare tali ordigni.

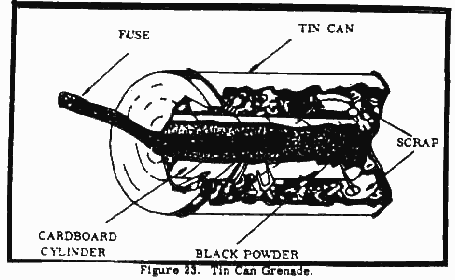
Diagramma di una granata a lattina improvvisata per le forze speciali USA.

Ad ogni modo, i tubi bomba ed altri ordigni simili, essendo di natura soprattutto improvvisata, sono stati e sono usati molto più frequentemente da coloro che non hanno accesso a granate a mano di grado militare: individui, gruppi od organizzazioni dedite ad azioni rivoluzionarie, resistenziali o terroristiche.
In Irlanda del Nord, ad esempio, ci furono centinaia di attacchi con tubi bomba dalla metà degli anni '90, quando si conclusero i Troubles ("I disordini"). La maggior parte degli attacchi furono lanciati da paramilitari lealisti, in particolare dai Red Hand Defenders ("Difensori della mano rossa"), dagli Orange Volunteers ("Volontari arancioni") e dall'Ulster Defense Association ("Associazione per la difesa dell'Ulster"). Tuttavia, i tubi bomba furono utilizzati anche dai paramilitari repubblicani irlandesi e dal gruppo di vigilanti antidroga Republican Action Against Drugs ("Azione repubblicana contro le droghe"), e furono proprio i tecnici dell'IRA a perfezionarne il design fino a trasformarli in granate a mano di costruzione indubbiamente artigianale ma dotate di tutti gli accorgimenti tipici delle granate prodotte industrialmente (spolette meccaniche con percussore a molla, fermagli di ritenzione e rilascio del percussore, leve di sicurezza, eccetera). I tubi bomba furono ampiamente utilizzati anche nel sud dell'Irlanda durante faide tra gruppi di criminali comuni, compresi gli spacciatori, principalmente nella capitale Dublino.
Nella cronaca più recente, i tubi bomba sono tipicamente associati a terroristi come Unabomber, soprannome dello statunitense Theodore Kaczynski, che inviò pacchi postali contenenti tali ordigni a numerose persone in un periodo di quasi diciotto anni, provocando 3 morti e 23 feriti. Il cosiddetto "Unabomber italiano" – così soprannominato dalla stampa italiana a causa della similarità del suo comportamento con l'originale americano – commise vari atti terroristici sia per mezzo di tubi bomba sia per mezzo di ordigni simili, che si basavano sugli stessi principi, ma che usavano contenitori diversi: bombolette spray, candele, tubetti di maionese o di concentrato di pomodoro, e ovuli contenitori delle sorpresine degli ovetti di cioccolato.

## Attentati nel mondo

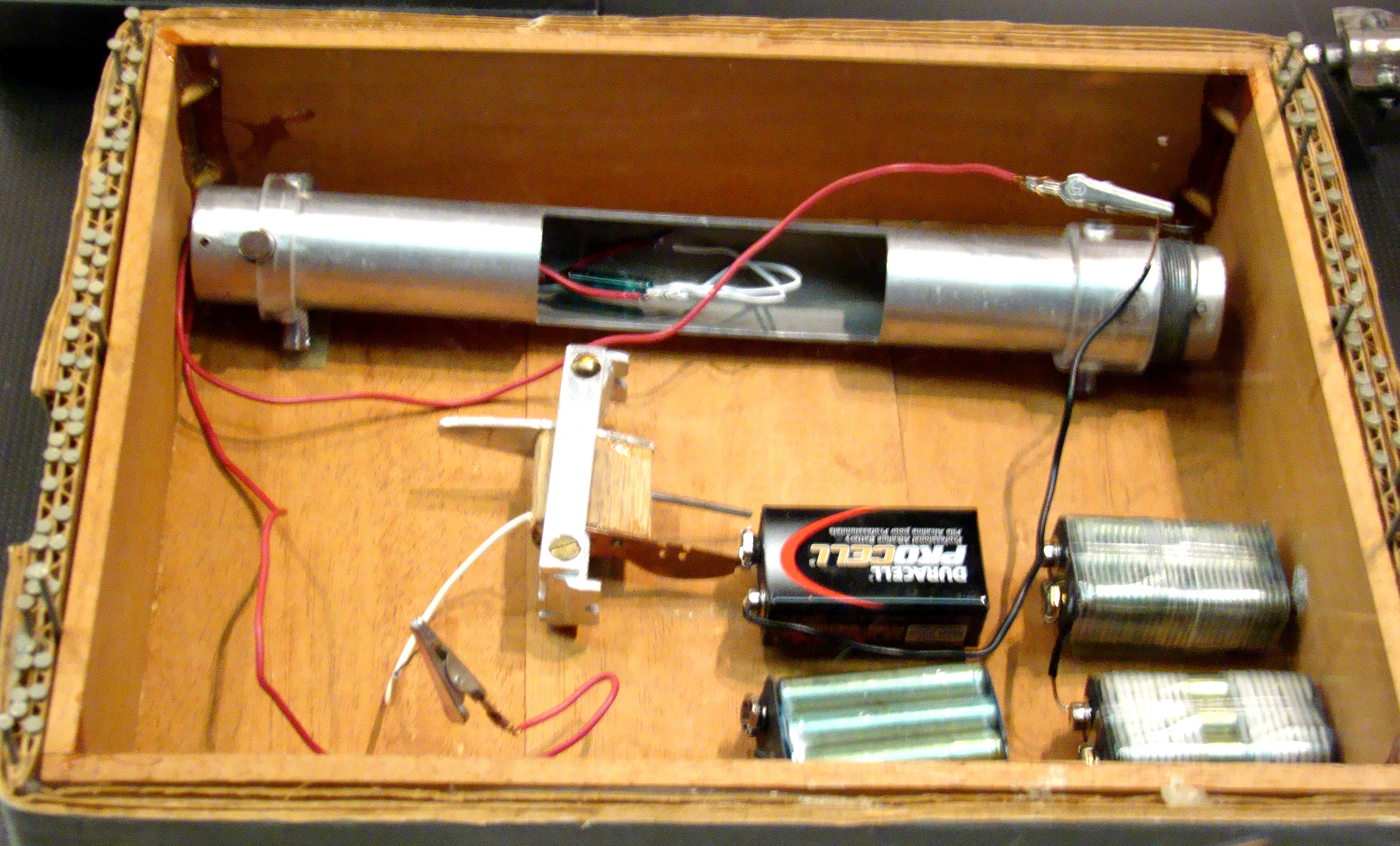
Riproduzione di uno dei pacchi assemblati da Unabomber, contenente un tubo bomba con innesco elettrico sezionato a scopo espositivo.

La seguente è una lista non esaustiva di alcuni incidenti o attentati perpetrati tramite tubi bomba:
- 4 maggio 1886. Un tubo bomba fu lanciato e fatto esplodere durante il raduno di Haymarket Square a Chicago, Illinois, USA[12]. Nell'attentato morì un agente di polizia. La bomba era composta da un tubo del gas con le estremità sigillate da blocchi di legno, riempito di dinamite[12].
- 11 ottobre 1985. L'attivista antidiscriminazione palestinese-americano Alexander M. Odeh fu ucciso in California con un tubo bomba. Attivisti della Lega di Difesa Ebraica furono sospettati di essere gli autori dell'attentato[35][36].
- 27 luglio 1996. Eric Rudolph usò un tubo bomba per l'attentato alle olimpiadi di Atlanta, Georgia, USA provocando 2 morti e 111 feriti[37].
- 25 luglio 1997. Durante le rivolte nazionaliste in Irlanda del Nord un noto membro della fazione protestante dell'Ulster venne trovato morto a Belfast a seguito della prematura esplosione del tubo bomba che stava confezionando[24].
- 20 aprile 1999. Eric Harris e Dylan Klebold usarono un tubo bomba durante il massacro della Columbine High School[38].
- 10 agosto 2006. Quattro tubi bomba furono trovati nei dintorni di Salem, Oregon, USA. Si sospettò che si trattasse di un attentatore seriale; un uomo fu arrestato e processato[39].
- 11 dicembre 2010. Un attentatore suicida fece esplodere sei tubi bomba nel principale quartiere commerciale di Stoccolma, Svezia non provocando alcuna vittima oltre sé stesso[40].
- 17 gennaio 2011. Un tubo bomba fu rinvenuto lungo la via d'accesso al memoriale di Martin Luther King nel giorno della marcia in memoria di King a Spokane, Washington, USA. La bomba fu disinnescata non producendo alcun danno o vittima[41].